# Cuspivolva celzardi
Cuspivolva celzardi is een slakkensoort uit de familie van de Ovulidae. De wetenschappelijke naam van de soort is voor het eerst geldig gepubliceerd in 2008 door Fehse.